# James Thorpe
James Thorpe kanadai producer, forgatókönyvíró.

## Életpályája
Karrierjét kanadai televíziós sorozatok és műsorok írójaként, producereként és rendezőjeként kezdte. Munkája nemzetközi elismertséget, illetve több mint harmincöt díjat hozott neki írói és produceri munkásságéért, ilyenek voltak az International Film & TV Festival of New York Award, a Can-Pro Award és két nemzetközi BPME-díj (Broadcast Promotion & Marketing Executives).
Később az Egyesült Államokba csábította őt a CBS. Philadelphiában és New Yorkban írója és producere volt a Murder, a She Wrote, a The Cosby Show, a Murphy Brown és sok egyéb népszerű televíziós műsor kampányának. A CBS-nél eltöltött öt éve alatt három Emmy-díjat, hat Telly Awards, öt Beatty Awards, két International Film & TV Festival Awards és Clio Award díjat kapott elismerésül.
Ezután kizárólag a forgatókönyvírás felé fordult és Los Angelesbe költözött. Rövid időn belül a Warner Brothershöz került, és azóta is észak-amerikai és európai filmek és televíziós műsorok írójaként és producereként foglalkoztatják. Munkájával hozzájárult a Végtelen határok, a Hegylakó, Az elveszett világ, a Kardok királynője, a Kaland Bt., a Flash Gordon és a Sanctuary – Génrejtek című sorozatokhoz.
Filmes karrierje mellett krimi regényírással is foglalkozik.